# Odolice
Odolice, bis 1923 Vodolice (deutsch Wodolitz) ist ein Ortsteil der Gemeinde Bělušice in Tschechien. Er liegt 13 Kilometer südöstlich von Most und gehört zum Okres Most.

## Geographie

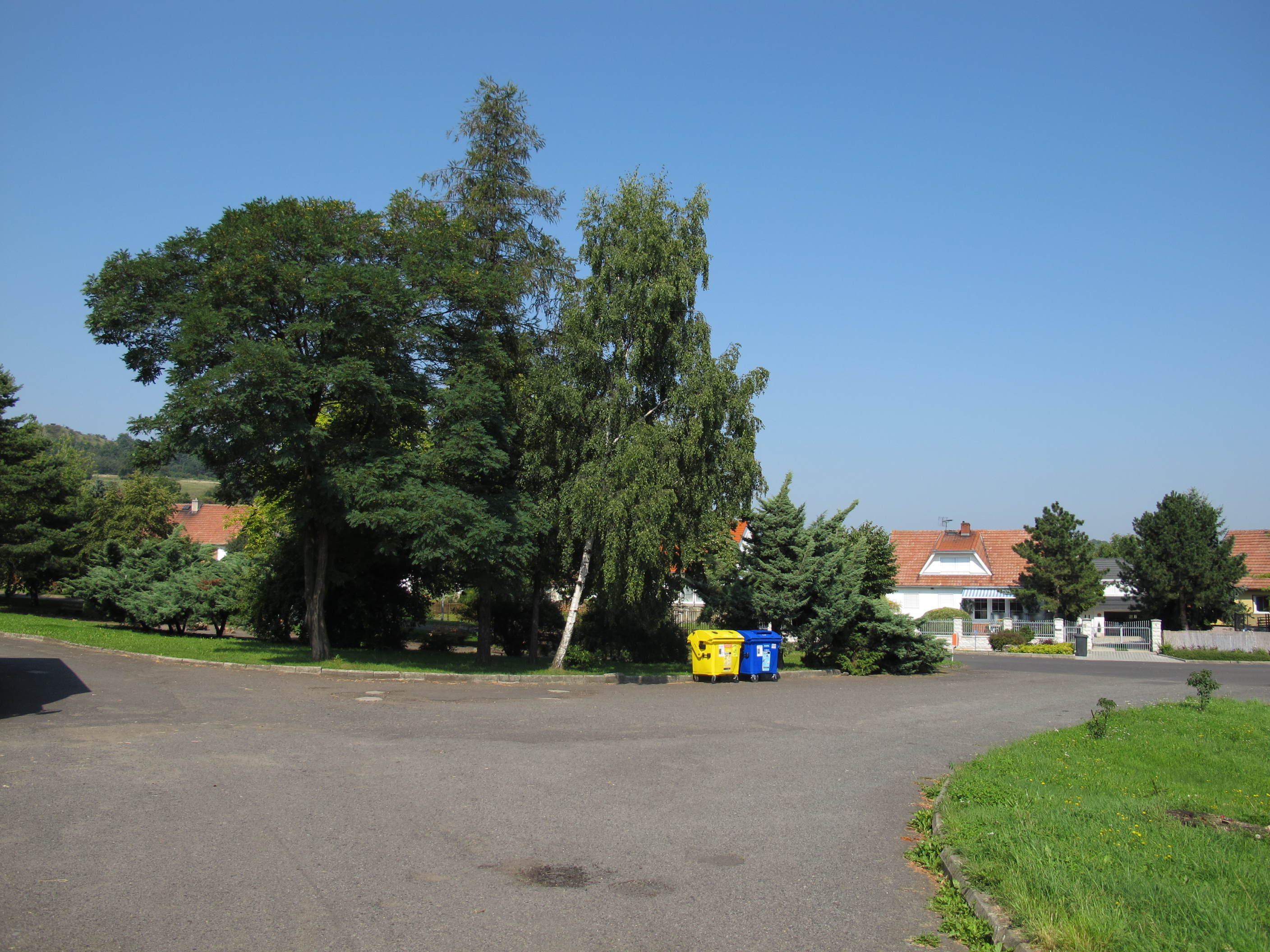
Dorfplatz

Odolice befindet sich im Südwesten des Böhmischen Mittelgebirges auf dem Gebiet des Landschaftsschutzgebietes CHKO České středohoří. Das Dorf liegt am Fuße der Hügel Odolický vrch und Skála über dem Quellgrund des Baches Odolický potok.
Nördlich erheben sich der Jílový (346 m) und der Tobiášův vrch (354 m), im Nordosten der Číčov (477 m) und die Dlouhá (483 m), östlich der Mlýnský vrch (336 m) und der Větrník (297 m), im Südosten der Malý vrch (375 m), die Křížové vršky (386 m), der Brník (471 m), der Srdov (482 m) und der Oblík (509 m), südlich der Raná (457 m) und der Odolický vrch (379 m), im Südwesten der Milá (510 m), westlich der Bečovský vrch (363 m) und die Skála (386 m) sowie im Nordwesten der Bělouš (399 m). Am östlichen Ortsrand verläuft die Straße I/28 zwischen Most und Louny, nördlich die Bahnstrecke Čížkovice–Obrnice.
Nachbarorte sind Dobrčice, Chrámce und Kozly im Norden, Jablonec und Hořenec im Nordosten, Sinutec im Osten, Charvatce, Mnichov und Oblík im Südosten, Raná und Hrádek im Süden, Břvany, Milá und Počerady im Südwesten, Volevčice und Bečov im Westen sowie Bělušice und Skršín im Nordwesten.

## Geschichte
Die erste schriftliche Erwähnung des Dorfes und Hofes Odolice erfolgte 1203 als Besitz des Klosters Osek. Später gelangte das Gut an weltliche Besitzer, im Jahre 1504 wurde erstmals eine Feste erwähnt. Im Jahre 1601 erwarb Stephan Georg von Sternberg das Gut und schlug es seiner Herrschaft Postelberg zu. Nach dessen Tode erfolgte 1625 eine Erbteilung, wobei sein ältester Sohn Adam († 1633) die Güter Vodolice und Pátek erhielt. Adams Sohn Johann Stephan von Sternberg tauschte Vodolice nach dem Tode seines Vaters bei seinem Onkel Johann Rudolf von Sternberg auf Postelberg gegen das Gut Mirošovice ein.
Dieser tauschte die Herrschaft Postelberg einschließlich des Gutes Wodolitz 1637 bei Wenzel Michna von Vacínov gegen die Herrschaft Zásmuky ein. Später erwarben die Herren von Lobkowicz das Gut Wodolitz und vereinigten es mit ihrer Herrschaft Liebshausen. Die wüste Feste wurde 1664 letztmals erwähnt, später wurde sie geschleift.
Im Jahre 1831 bestand das linksseitig der Biliner Chaussee im südwestlichsten Zipfel des Leitmeritzer Kreises gelegene Dorf Wodolitz aus 19 Häusern mit 86 deutschsprachigen Einwohnern, die von der Landwirtschaft lebten. Im Ort gab es einen obrigkeitlichen Meierhof, eine Schäferei und einen Karpfenteich. Pfarrort war Kosel. Bis zur Mitte des 19. Jahrhunderts blieb Wodolitz der Allodialherrschaft Liebshausen untertänig.
Nach der Aufhebung der Patrimonialherrschaften bildete Wodolitz/Vodolice ab 1850 einen Ortsteil der Gemeinde Kosel/Kozly im Leitmeritzer Kreis und Gerichtsbezirk Bilin. Zu Dieser Zeit lebten in dem Dorf 82 Personen. Ab 1868 gehörte das Dorf zum Bezirk Teplitz und ab 1896 zum Bezirk Dux. Im Jahre 1869 hatte Wodolitz 153 Einwohner. Zwischen 1897 und 1898 erfolgte durch die Brüx-Lobositzer Verbindungsbahn der Bau der im Volksmund als Powidlbahn bekannten Lokalbahn Tschischkowitz–Obernitz. Wodolitz erhielt an deren Scheitelpunkt eine Bahnstation. Im Jahre 1900 hatte das Dorf 223 Einwohner. Zu Beginn des 20. Jahrhunderts wurde eine zweiklassige tschechische Dorfschule eingerichtet. In den 1920er Jahren zerfiel die Großgemeinde Kosel; Wodolitz/Odolice wurde zu einer eigenständigen Gemeinde. Im Jahre 1927 waren ein Drittel der 231 Einwohner Deutschböhmen. 1930 erreichte Wodolitz mit 239 Personen die höchste Einwohnerzahl seiner Geschichte. In Folge des Münchner Abkommens wurde Wodolitz 1938 dem Deutschen Reich zugeschlagen und gehörte zunächst zum Landkreis Dux. Ab dem 1. Mai 1939 war das Dorf Teil des neugebildeten Landkreises Bilin. Beim Zensus vom 17. Mai 1939 hatte die Gemeinde auf Grund der Abwanderung eines Großteils der Tschechen nur noch 150 Einwohner. Nach dem Ende des Zweiten Weltkrieges kam Odolice zur Tschechoslowakei zurück und die deutschböhmische Bevölkerung wurde vertrieben. Im Jahre 1950 war die Zahl der Einwohner auf 101 Personen gesunken.
Im Zuge der Aufhebung des Okres Bílina wurde Odolice 1961 nach Bělušice eingemeindet und dem Okres Most zugeordnet. Zu dieser Zeit lebten in Odolice 115 Personen, neun Jahre später waren es nur noch 91. Die Kapelle auf dem Dorfplatz wurde in der zweiten Hälfte des 20. Jahrhunderts abgebrochen und an ihrer Stelle eine Grünfläche geschaffen. Im Jahr 1981 wurde die Bahnstation aufgehoben und durch eine neue Haltestelle in Bělušice ersetzt. Im Jahre 1991 hatte das Dorf 65 Einwohner, beim Zensus von 2001 lebten in den 27 Wohnhäusern von Odolice 63 Personen.

## Gemeindegliederung

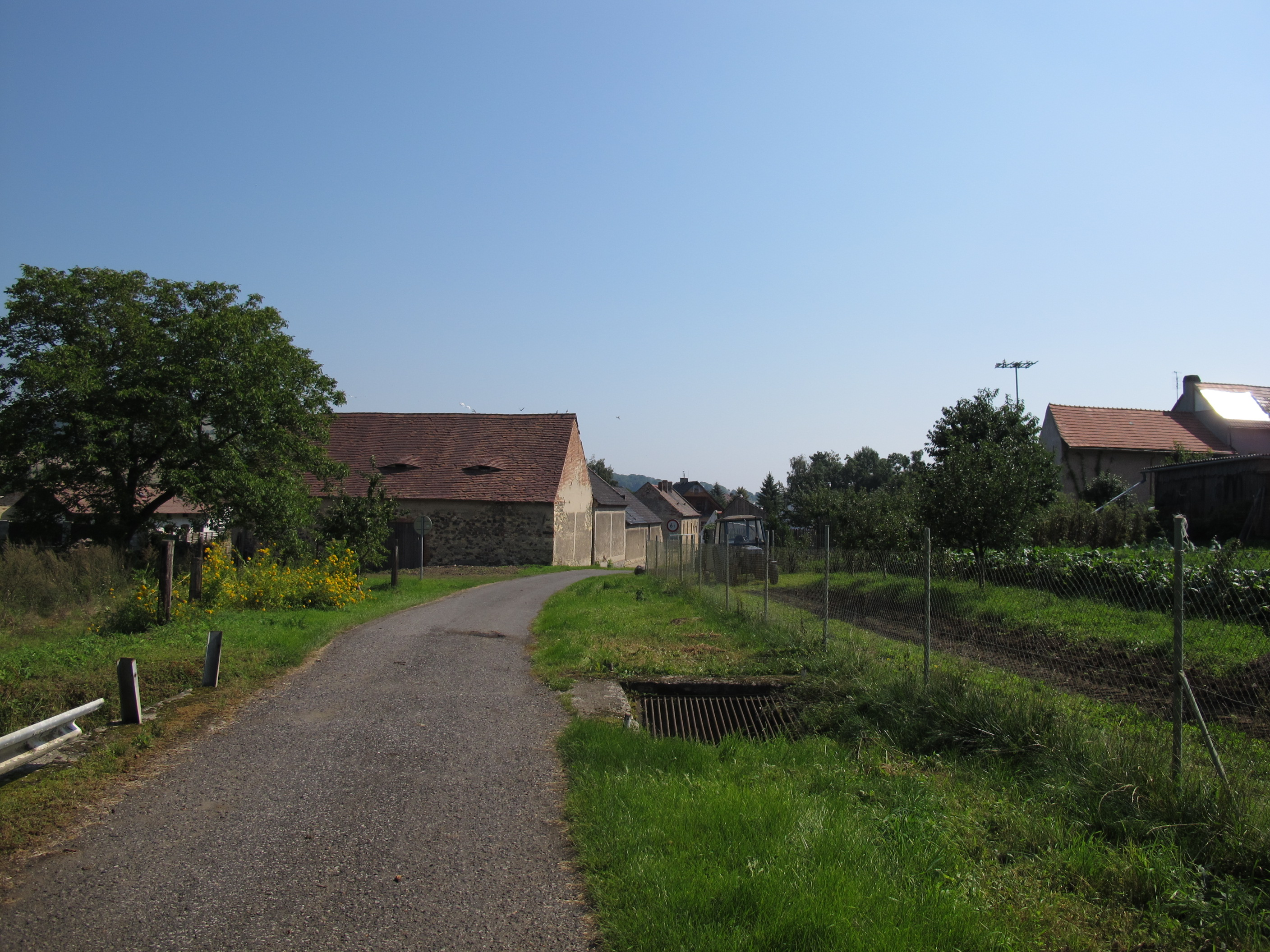
Ortseinfahrt von Westen

Der Ortsteil Odolice bildet zugleich einen Katastralbezirk.